# نيراخ
نيراخ (بالألمانية: Neerach) هي بلدية تقع في مقاطعة ديلسدورف الواقعة ضمن كانتون زيورخ في سويسرا. تبلغ مساحتها 6.01 كيلومتر مربع، ويقدر عدد سكانها بـ 3151 نسمة (حسب تعداد ديسمبر 2017).